# The Animatrix
The Animatrix és una sèrie de curtmetratges animats de l'univers ficcional de Matrix, dels Germanes Wachowski. Van aparèixer en DVD l'any 2003 malgrat que alguns d'aquests ja havien estat estrenats en cinemes i a la pàgina web oficial amb anterioritat.

## The final flight of the Osiris
Es tracta de la narració dels últims minuts de la nau Osiris, que descobrirà l'amenaça dels 250.000 sentinelles que avancen cap a la ciutat de Zion. Els sentinelles els localitzaran i perseguiran fins a la mort. Abans de morir un d'ells s'introduirà a Matrix per tal de poder enviar un missatge a través del correu postal per tal d'advertir als habitants de Zion.

## The Second Renaissance
Es narra la situació que portà a una guerra oberta de les màquines contra els humans. En una època en què les màquines eren cada cop més perfectes, els humans es varen sumir en la decadència. El dia que un robot va matar el seu amo per evitar ser destruït, els humans es van adonar de l'amenaça que representaren i intentaren destruir-les i finalment exiliar-les.
Els robots fundaren una nació pròpia i a causa de la seva naturalesa aviat fou la més avançada del món, sumint la resta de països en una crisi econòmica. Aquests intentaren un bloqueig sobre el país, impedint-los l'entrada a l'ONU, i més tard els bombardejaren amb armes nuclears. En aquest punt, els robots contraatacaren de forma brutal i definitiva. En una última acció desesperada, els humans bombardejaren gasos tòxics a l'atmosfera per tal de privar als robots de la seva font d'energia.
Acabada la guerra, els humans supervivents foren objecte d'experimentació per part de les màquines, que trobaren una manera d'aprofitar-se'n per obtenir-ne energia, conreant-los i mantenint-los connectats a Matrix.

## Program
Es presenta la clàssica diatriba vista a la pel·lícula, quan un humà decideix trair als seus companys per tal de tornar a ser inserit a Matrix i viure una vida que, malgrat ser fictícia, estarà lliure de preocupacions i problemes.

## Kid's Story
S'explica la història de com Neo alliberarà a un noi que (igual que ell anteriorment) comença a sospitar de l'existència de Matrix. Els agents el descobreixen i persegueixen i quan sembla que ja ha mort aconsegueix desconnectar-se sense prendre la píndola vermella, motiu pel qual es creu que pot ser el nou Elegit. El personatge apareix també a Matrix Reloaded i Matrix Revolutions com un admirador de Neo a qui agraeix profundament haver-lo desconnectat.

## A detective story
Un detectiu rep l'encàrrec de trobar a una estranya dona coneguda com a Trinity.

## World Record
Un esportista d'elit s'entrena durament per a batre el rècord del món de 100 metres llisos. De la mateixa manera que els humans desconnectats, comença a experimentar que les lleis de Matrix es poden trencar. Els agents el perseguiran per impedir que el seu coneixement faci que pugui desconnectar-se de Matrix.

## Beyond
Un grup de nens juguen en una casa encantada que en realitat es tracta d'un lloc on es produeixen errors de programació a Matrix (falta de gravetat, discontinuïtats temporals...)

## Matriculated
Un grup d'humans viuen allunyats de Zion i capturen màquines per tal d'introduir-les en una simulació de Matrix i humanitzar-les.